# Brunsonia albertana
Brunsonia albertana är en mångfotingart som först beskrevs av Chamberlin 1920.  Brunsonia albertana ingår i släktet Brunsonia och familjen Conotylidae. Inga underarter finns listade i Catalogue of Life.